# ¿Hay alguien ahí? (álbum)
¿Hay alguien ahí? es el segundo álbum en directo de la banda española Los Suaves publicado el 16 de noviembre de 1995. Fue grabado durante los conciertos de la gira 1994-1996 y mezclado en los Estudios Kiros durante el mes de septiembre de 1995. Se editó además una versión limitada de 50.000 copias que contenía un disco adicional. El 9 de septiembre de 1996 se editó una versión reducida bajo el nombre de Lo mejor de... ¿Hay alguien ahí?.

## Temas

### CD 1
| N.º | Título                        | Duración |  |
| 1.  | «No puedo dejar el rock»      | 5:21     |  |
| 2.  | «Maldita sea mi suerte»       | 4:24     |  |
| 3.  | «Dile siempre que no estoy»   | 2:51     |  |
| 4.  | «La noche se muere»           | 4:42     |  |
| 5.  | «Dolores se llamaba Lola»     | 4:04     |  |
| 6.  | «Pobre jugador»               | 5:24     |  |
| 7.  | «Si pudiera»                  | 5:22     |  |
| 8.  | «Viajando al fin de la noche» | 8:05     |  |
| 9.  | «No me mires»                 | 2:56     |  |
| 10. | «Parece que aún fue ayer»     | 5:40     |  |
| 11. | «Malas noticias»              | 3:24     |  |
| 12. | «Pardao»                      | 7:22     |  |
| 13. | «Por una vez en la vida»      | 3:45     |  |

| CD 2 |                           |          |  |
| N.º  | Título                    | Duración |  |
| 1.   | «Hendrix»                 | 4:01     |  |
| 2.   | «Dame rock & roll»        | 7:01     |  |
| 3.   | «Dulce castigo»           | 4:10     |  |
| 4.   | «Chaquetas de cuero»      | 2:30     |  |
| 5.   | «Johnny B. Goode»         | 5:40     |  |
| 6.   | «Corazón de rock & roll»  | 3:15     |  |
| 7.   | «Massacre»                | 2:40     |  |
| 8.   | «Baby Please Don't Go»    | 3:34     |  |
| 9.   | «El afilador»             | 5:40     |  |
| 10.  | «Peligrosa María»         | 6:04     |  |
| 11.  | «Siempre igual»           | 4:40     |  |
| 12.  | «Maneras de vivir»        | 2:50     |  |
| 13.  | «Dolores se llamaba Lola» | 5:06     |  |
| 14.  | «Sin empleo»              | 4:26     |  |
| 15.  | «Esta noche no se duerme» | 4:02     |  |

| CD2 de la edición limitada de tres discos |                           |          |  |
| N.º                                       | Título                    | Duración |  |
| 1.                                        | «Hendrix»                 |          |  |
| 2.                                        | «Dame rock & roll»        |          |  |
| 3.                                        | «Dulce castigo»           |          |  |
| 4.                                        | «Chaquetas de cuero»      |          |  |
| 5.                                        | «Johnny B. Goode»         |          |  |
| 6.                                        | «Corazón de rock & roll»  |          |  |
| 7.                                        | «Massacre»                |          |  |
| 8.                                        | «Baby Please Don't Go»    |          |  |
| 9.                                        | «El afilador»             |          |  |
| 10.                                       | «Peligrosa María»         |          |  |
| 11.                                       | «Siempre igual»           |          |  |
| 12.                                       | «Maneras de vivir»        |          |  |
| 13.                                       | «Dolores se llamaba Lola» |          |  |

| CD3 de la edición limitada de tres discos |                           |          |  |
| N.º                                       | Título                    | Duración |  |
| 1.                                        | «Sin empleo»              |          |  |
| 2.                                        | «A Caín»                  |          |  |
| 3.                                        | «Ahora que me dejas»      |          |  |
| 4.                                        | «Nena te voy a dejar»     |          |  |
| 5.                                        | «Pobre Sara»              |          |  |
| 6.                                        | «Esta noche no se duerme» |          |  |

| Lo mejor de... ¿Hay alguien ahí? |                             |          |  |
| N.º                              | Título                      | Duración |  |
| 1.                               | «Dile siempre que no estoy» |          |  |
| 2.                               | «Pobre jugador»             |          |  |
| 3.                               | «Si pudiera»                |          |  |
| 4.                               | «No me mires»               |          |  |
| 5.                               | «Malas noticias»            |          |  |
| 6.                               | «Hendrix»                   |          |  |
| 7.                               | «Dulce castigo»             |          |  |
| 8.                               | «Corazón de rock & roll»    |          |  |
| 9.                               | «El afilador»               |          |  |
| 10.                              | «Ahora que me dejas»        |          |  |
| 11.                              | «Esta noche no se duerme»   |          |  |